# 史万歳

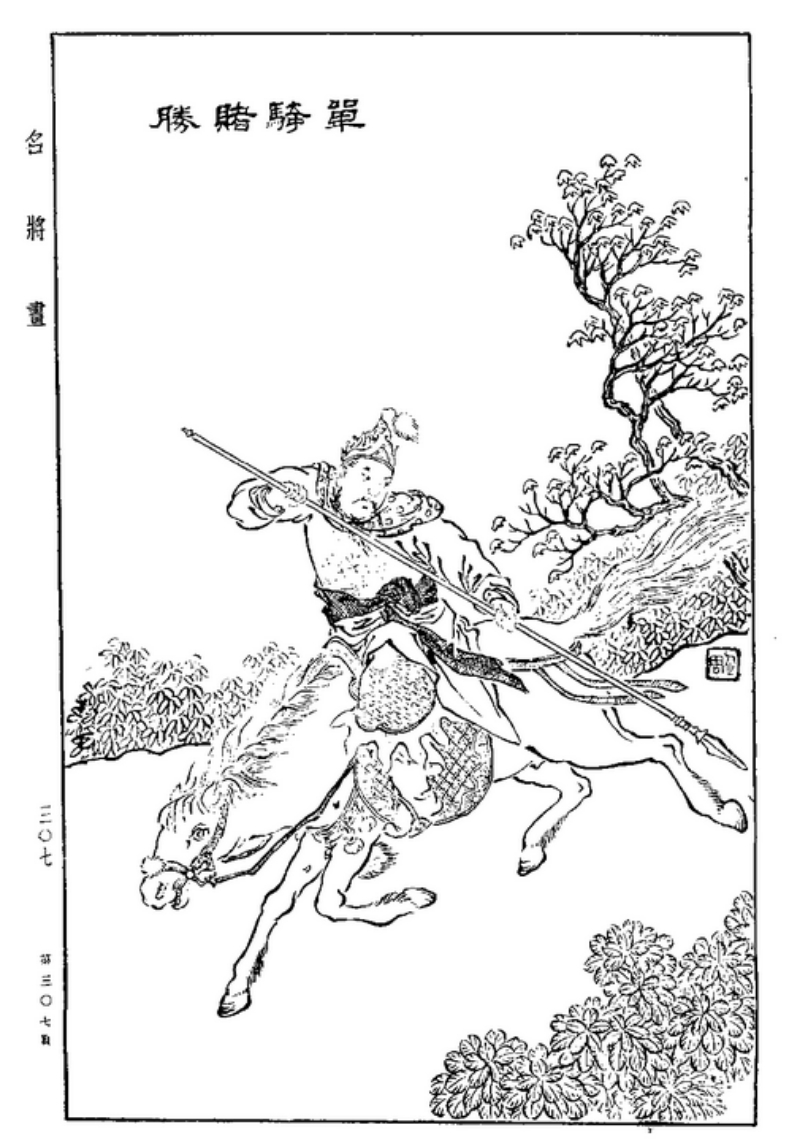
史万歳

史 万歳（し ばんざい、549年 - 600年）は、中国の隋の軍人。本貫は京兆郡杜陵県。

## 経歴
北周の滄州刺史の史静の子として生まれた。騎射を得意とし、兵書を読むのを好み、占いに詳しかった。保定4年（564年）、北周と北斉の軍勢が邙山で決戦すると、万歳は父の下で従軍した。武帝のとき、侍伯上士を初任とした。建徳6年（577年）、北斉を滅ぼした戦いで父が戦没すると、万歳は忠臣の子として開府儀同三司の位を受け、太平県公の爵位を嗣いだ。
大象2年（580年）、尉遅迥の乱が起こると、万歳は梁士彦の下で尉遅迥を攻撃した。戦闘においては常に軍の先頭に立ち、功績により上大将軍の位を受けた。
隋が建国され、爾朱勣が謀反の罪で処刑されると、万歳は罪に連座して官爵を剥奪され、敦煌に流されて一兵士となった。たびたび単騎で突厥の中に深入りして、羊や馬を略奪して凱旋した。開皇3年（583年）、竇栄定の北伐で功績を挙げ、上儀同の位を受け、車騎将軍を兼ねた。9年（589年）、陳を滅ぼした戦いでも戦功を挙げ、上開府の位を加えられた。
10年（590年）、高智慧らが江南で反乱を起こすと、万歳は行軍総管として楊素の下で反乱軍を攻撃した。2000の兵を率いて、東陽から別道を進み、前後700戦あまりを連戦連勝した。楊素の本隊と遠く離れたため、連絡を取るために竹筒の中に手紙を入れて水に浮かべ、楊素のもとに情報を届けた。凱旋すると左領軍将軍の位を受けた。
昆州刺史の爨翫が反乱を起こすと、17年（597年）に万歳は行軍総管として爨翫を攻撃した。蜻蛉川から進入し、弄棟・小勃弄・大勃弄を経て、南中に到着した。要害に拠る敵を撃破しながら、数百里を進んだ。このとき諸葛亮紀功碑があり、その背に「万歳の後、我をこえる者はここを過ぎよ」の銘が刻まれていたので、万歳は部下にその碑を倒させたという。西洱河を渡り、渠濫川に入り、1000里あまりを進んで、男女2万人あまりを捕虜とした。西南部の諸民族は恐れて隋に服属し、爨翫も再び入朝した。功績により柱国の位に進んだ。晋王楊広の下で督晋府軍事をつとめた。
18年（598年）、爨翫が再び反乱を起こし、万歳は爨翫から賄賂を受けていたと蜀王楊秀に告発された。死罪に相当すると論告されたが、高熲や元旻らの助命嘆願を受けて、官爵を剥奪されて一庶民とされた。19年（599年）、官爵をもどされた。まもなく河州刺史に任じられ、再び行軍総管となって突厥に備えた。
20年（600年）、突厥の達頭可汗が隋に侵入すると、文帝は晋王楊広と楊素に霊武道を進ませ、漢王楊諒と万歳に馬邑道を進ませた。万歳は張定和・李薬王・楊義臣らを率いて進軍し、大斤山で突厥軍と遭遇し、達頭可汗の軍に大勝した。しかし軍功を嫉視した楊素による誣告を受け、万歳は文帝の怒りを買い、皇太子派の人物として処刑された。
子に史懐義があった。

## 伝記資料
- 『隋書』巻53 列伝第18
- 『北史』巻73 列伝第61